# Lopholatilus chamaeleonticeps
El blanquillo del norte (Lopholatilus chamaeleonticeps) o blanquillo dorado es la especie más grande de la familia Malacanthidae. Alcanza una longitud de entre 970 y 1.120 mm (38 y 44 pulgadas). El blanquillo del norte es una especie longeva y de crecimiento lento que tiene cuatro etapas de vida. Tras eclosionar de los huevos, las larvas se encuentran en el plancton. Cuando se convierten en juveniles, los individuos buscan refugio hasta encontrar o hacer sus propias madrigueras. Como adultos, los blanquillos siguen ampliando sus madrigueras en el sedimento durante toda su vida. Se desconoce la dieta de las larvas, pero se supone que consiste en zooplancton; los juveniles y los adultos se alimentan de diversos invertebrados bentónicos, crustáceos y peces. Tras alcanzar la madurez sexual entre los 5 y los 7 años de edad, las hembras ponen huevos durante la época de apareamiento para que el macho los fecunde; cada hembra pone una media de 2,3 millones de huevos.
La pesquería de blanquillo del norte se ha regulado para evitar la sobrepesca. La normativa incluye límites de capturas y restricciones de artes de pesca para evitar daños al hábitat y la población de la especie. El resultado de estas regulaciones ha sido un repunte de la población, que condujo a un aumento del límite de capturas en 2012 en la parte sur del litoral atlántico.

## Taxonomía y denominación
La especie fue descubierta por primera vez en 1879, cuando un arrastrero de bacalao capturó algunos por casualidad mientras trabajaba frente a la costa de Massachusetts. La especie fue nombrada Lopholatilus chamaeleonticeps por George Brown Goode y Tarleton Hoffman Bean en 1896 en su obra seminal Oceanic Ichthyology, A Treatise on the Deep-Sea and Pelagic Fishes of the World, a partir de una muestra recogida a 80 millas (130 km) al sureste de Nomans Land, Massachusetts.El descubrimiento del pez se anunció anteriormente en la revista Science (véase "The Tile-Fish" en Science, Vol. 5. n.º 101 (9 de enero de 1885), páginas 29-30). Su género es Lopholatilus, que pertenece a la familia Malacanthidae, comúnmente conocida como blanquillo. Los Malacanthidae forman parte de los Percoidea, un suborden del orden Perciformes. L. chamaeleonticeps se ganó el apodo de "gran blanquillo del norte" por su prodigioso tamaño y su descubrimiento en latitudes relativamente altas para un miembro de los Malacanthidae. Cuando se utiliza en la cocina, la especie suele denominarse "azulejo dorado", por las grandes manchas amarillas que presenta en el dorso azul verdoso y en los costados de color amarillo más claro o rosa. La especie se distingue de otros miembros de su gran familia por una prominente cresta en la cabeza.

## Características

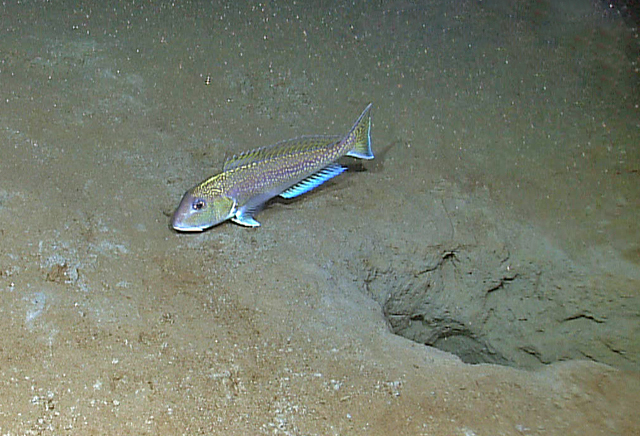
Adulto

El blanquillo del norte es la especie más grande de la familia Malacanthidae; los machos pueden crecer hasta 112 cm (44 pulgadas) de longitud de horquilla (FL) y las hembras hasta 100 cm (39 pulgadas) de FL. Durante sus primeros cuatro años de vida, crecen a un ritmo de 10 cm/año, tras lo cual su ritmo de crecimiento se ralentiza. Alcanzan la madurez sexual cuando miden entre 50 y 70 cm. Varios estudios han demostrado que la esperanza de vida de los peces que sobreviven hasta la edad adulta oscila entre 25 y 35 años.
El dorso del pez es iridiscente y de color azul verdoso, con muchas manchas amarillas y doradas.El vientre es blanco. El color de la cabeza cambia de un azul claro a una mezcla rosácea durante la época de desove. Los ejemplares tienen un tono azul bajo los ojos. Sus aletas pectorales son de un tono claro de sepia, y el margen de la aleta anal es de un color azul violáceo.
Las longitudes a la edad sugieren que los machos crecen más rápido que las hembras, pero las edades observadas mostraron que las hembras viven más tiempo. El espécimen macho más grande medía 44,1 pulgadas (1.120 mm) y tenía unos 20 años, el espécimen hembra más grande tenía 39 años y alcanzó una longitud total de 40,2 pulgadas (1.020 mm). El blanquillo más viejo registrado hasta la fecha era un ejemplar hembra de 46 años que alcanzó una longitud de 33,5 in (850 mm), mientras que el ejemplar macho más viejo registrado tenía 41,3 in (1.050 mm) y 29 años.

## Comportamiento

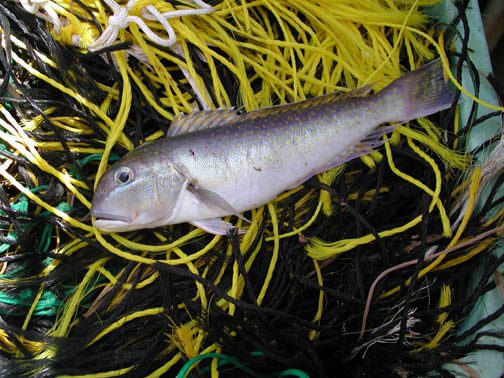
Blanquillo joven

El blanquillo norteño tiene un comportamiento de madriguera y una preferencia de hábitat únicos. Además de su elección única de hábitat, el blanquillo dorado muestra un crecimiento sexualmente dimórfico, con machos que crecen a tamaños más grandes y son conductualmente dominantes sobre sus contrapartes femeninas. El blanquillo dorado no es un pez migratorio; permanece en un área local que se adapte a sus necesidades durante todo el año. La migración estacional puede ocurrir con los cambios en las temperaturas del agua alrededor de Nantucket Shoals y Georges Bank durante el invierno o la primavera, pero esta teoría no tiene pruebas definitivas. Otra teoría sugiere que el blanquillo puede reducir su actividad o hibernar en sus madrigueras en épocas de bajas temperaturas.
El ciclo vital del blanquillo del norte comienza con un huevo, que no es adherente y flota. Los huevos fecundados artificialmente y mantenidos en un ambiente entre 22 y 24 °C (71 y 76 °F) eclosionan al cabo de 40 horas. Las larvas que eclosionan miden alrededor de 2,5 mm de longitud. Las larvas se encuentran en el plancton de julio a septiembre en la Bahía del Atlántico Medio. Se desconoce la fase de transición entre larvas y juveniles, pero los juveniles encuentran o excavan una madriguera o lugar de refugio para habitar. Cuando crecen y se vuelven sexualmente activos, los adultos desovan durante la época de apareamiento para propagar la especie.
La construcción y ampliación de madrigueras por parte del blanquillo es objeto de investigaciones en curso para comprender mejor el comportamiento de la especie. Se desconoce si el blanquillo inicia la construcción de una madriguera o si amplía una ya existente. Se supone que el blanquillo alarga y ensancha la madriguera a medida que crece y envejece. El blanquillo suele vivir en su propia madriguera, que comparte con parejas de machos y hembras. El blanquillo tiende a congregarse en su hábitat, con sus madrigueras en relativa proximidad unas de otras; la especie no forma bancos.La agrupación de blanquillo puede llegar a ser tan densa como 13.000 madrigueras por kilómetro cuadrado frente a la costa sur de EE. Las madrigueras del blanquillo también sirven de hogar a varias especies que viven en la zona, como moluscos y otros crustáceos.

### Depredadores
Los depredadores del blanquillo son poco conocidos. Los juveniles pueden ser depredados por pintarrojas o congrios, que son presas del blanquillo adulto. Se cree que los tiburones son depredadores del blanquillo, pero no hay pruebas de que el tiburón arenero o el tiburón arenero ataquen al blanquillo nadando en libertad. El único depredador del blanquillo que aparece en la lista es el pez ganso. La función de las madrigueras del blanquillo era evitar a los depredadores, pero esto se ha puesto en duda porque los blanquillos perseguidos intentan nadar mejor que sus depredadores en lugar de entrar en sus madrigueras para buscar refugio.

### Dieta
Se desconoce la dieta de las larvas de blanquillo, pero se cree que es zooplancton. Los juveniles y los adultos son omnívoros y prefieren pequeños invertebrados bentónicos, entre los que destacan los cangrejos y la langosta. El blanquillo del norte también consume moluscos bivalvos, salpas, calamares, pintarroja, caballa, mero y arenque. También comen basura humana, como cáscaras de patata y huesos de carne y se comen a otros blanquillos en un alarde de canibalismo.

### Reproducción

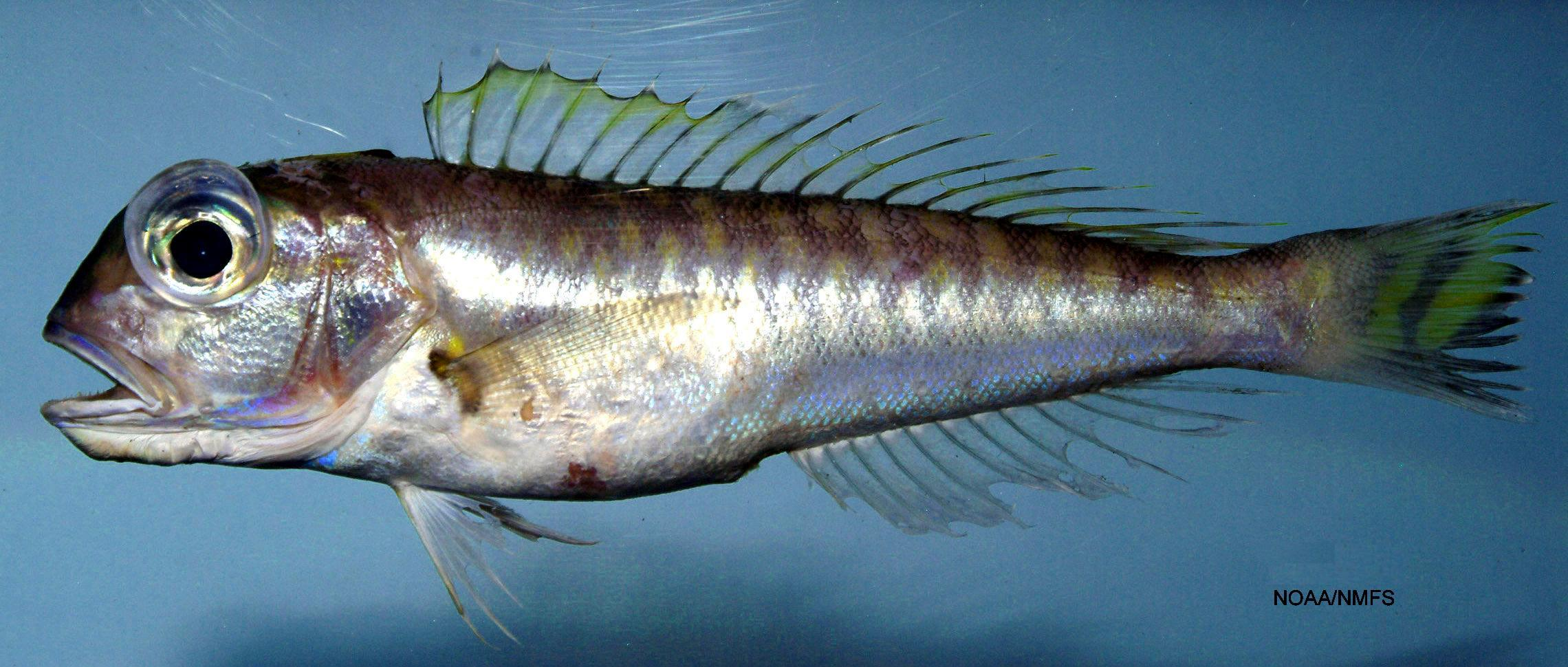
Ejemplar joven

Los peces desovan desde principios de primavera hasta finales de otoño, de marzo a noviembre. El pico de desove se produce entre mayo y septiembre en las regiones de Mid-Atlantic Bight; las diferencias de temperatura afectan a la época de reproducción. En las aguas estadounidenses situadas más al sur, la época de desove se produce de abril a junio. Los machos crecen más rápido y alcanzan tallas mayores que las hembras. La presión pesquera puede hacer que los machos desoven con tallas más pequeñas y a edades más tempranas.
Se desconoce el comportamiento reproductor de la especie, pero se supone que es polígamo y que la hembra elige al macho. Se ha observado la formación de parejas, lo que se supone que es un comportamiento que sirve para asegurar la fertilización de los huevos durante la temporada. Se estimó que las hembras pueden desovar aproximadamente cada cuatro días para un total de 34 veces por temporada. Dependiendo del tamaño, la hembra media puede poner entre 195.000 y 8 millones de huevos durante la temporada de desove, con una hembra media que pone 2,3 millones de huevos.
Como respuesta a la sobrepesca, la edad de madurez sexual del blanquillo se ha visto drásticamente afectada. De 1978 a 1982, la edad media de madurez sexual de los machos disminuyó en 2,5 años, de 7,1 a 4,6 años. Esto provocó que los machos alcanzaran la madurez sexual antes que las hembras. En 2008, la edad media de madurez sexual de los machos había aumentado a 5,9 años. Las hembras de la especie también muestran una baja capacidad reproductiva tras alcanzar la madurez sexual, que aumenta con la edad, y su madurez sexual ha variado en menor medida que la de los machos a lo largo de los años.
Se sabe que un pequeño porcentaje de blanquillo dorado es intersexual, con tejidos sexuales opuestos no funcionales. Los ejemplares machos de blanquillo también inhibieron una cavidad que procedía de tejido ovárico y senos espermáticos. Los blanquillos de ambos sexos del Golfo de México mostraron una mayor tasa de características intersexuales que otras poblaciones.

## Distribución y hábitat

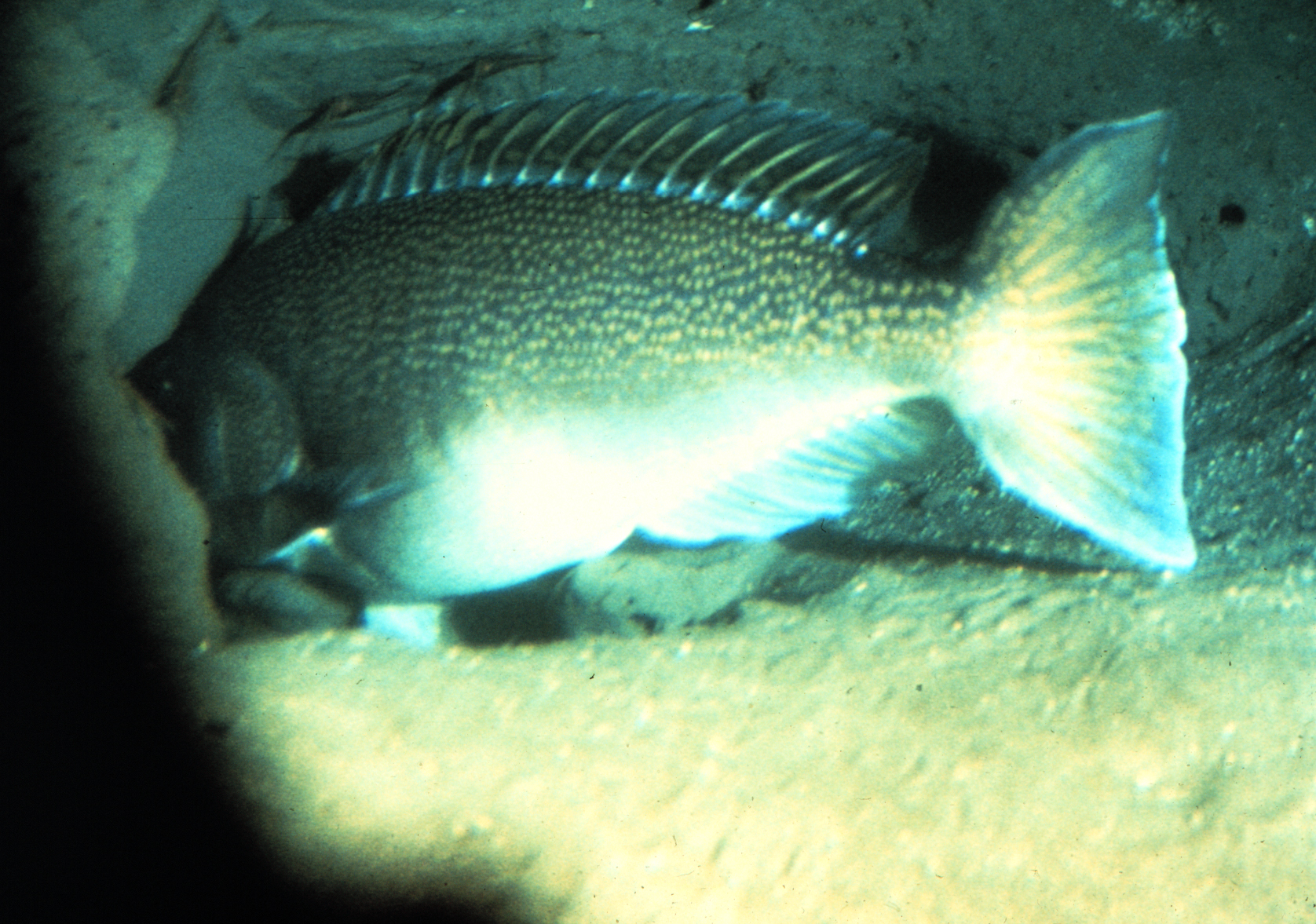
Un blanquillo, haciendo una madriguera dentro de un depósito de arcilla

La especie abunda en las aguas territoriales de Estados Unidos del océano Atlántico, extendiéndose hacia el norte hasta Nantucket Shoals y Georges Bank y desplazándose hacia el sur a lo largo de la costa este de Estados Unidos y hacia el golfo de México a lo largo de la plataforma continental.Aunque se dice que el blanquillo del norte es más abundante entre 91 y 146 m (300 y 480 pies) de profundidad a 24 °C (76 °F), el informe de la Administración Nacional Oceánica y Atmosférica difiere al afirmar que la especie vive en el fondo del océano, donde se entierra en el sedimento, entre 76 y 457 m (250 y 1.500 pies) de profundidad, donde la temperatura oscila entre 9 y 14 °C (49 y 58 °F).
Se sabe que el blanquillo del norte excava y ocupa madrigueras a lo largo de la plataforma continental exterior y en los flancos de los cañones submarinos en sustrato de arcilla maleable. Debido a su larga esperanza de vida, crecimiento lento, complejo sistema de reproducción y especificidad de hábitat, son vulnerables a la sobreexplotación y susceptibles a eventos de mortalidad masiva debido a la intrusión de agua fría y la sobrepesca. Su abundancia está fuertemente correlacionada con la presencia de sustrato arcilloso-limoso, ya que la arcilla blanda permite al pez crear la madriguera por sí mismo simplemente excavando el sustrato arcilloso.El umbral mínimo de temperatura para el blanquillo dorado es de 9 °C (48 °F). Las observaciones y mediciones de temperatura se obtienen mediante observaciones interpoladas. Los gráficos de temperatura indican que 9 °C es la norma para la zona alrededor de Florida y el Golfo de México.

## Población y estado de conservación
En toda la plataforma continental se está produciendo una disminución de la edad, el tamaño y la madurez sexual de la población de blanquillo del norte. En la cuenca central del Atlántico, en 2008 se observaron tallas más pequeñas y edades más jóvenes en la madurez, en comparación con los datos del estudio de la década de 1980, donde las mediciones registradas mostraban una población mayor. Las estimaciones recientes de edad y tamaño en la madurez en las aguas del sur de Estados Unidos fueron menores que las registradas a finales de la década de 1980. También se observaron muy pocos juveniles de blanquillo en los estudios de población de esta especie en las aguas del sur de Estados Unidos, tanto en el océano Atlántico como en el golfo de México. El descenso de la población podría afectar negativamente a otros organismos de su entorno debido a que, sin el blanquillo, desaparecerían las madrigueras que se encuentran bajo la plataforma continental, lo que pondría fin a la relación simbiótica con otros organismos que utilizan los túneles como refugio.
La normativa pesquera incluye límites de capturas y restricciones de artes para evitar daños al hábitat y la población de la especie. Existen diferentes restricciones de artes para los pescadores comerciales y recreativos. En 2007, se impusieron regulaciones para reducir las capturas en un tercio, como respuesta a la sobrepesca en el Atlántico Sur. El límite de capturas en el Atlántico Sur se incrementó posteriormente en octubre de 2012 como respuesta al aumento de la población.Los límites de 2013 en las aguas del Atlántico sur de Estados Unidos para la especie, medidos en peso eviscerado, fueron de 405 971 libras para la pesca con palangre y de 135 324 libras para la pesca con anzuelo y sedal.Los límites de captura actuales en el Atlántico sur a partir de 2019 son de 248 805 libras para la pesca con palangre y de 82 935 libras para la pesca con anzuelo y sedal.